# Пляжный гандбол на летних юношеских Олимпийских играх 2018
Соревнования по пляжному гандболу на летних юношеских Олимпийских играх 2018 года прошли с 7 по 13 октября в парке Gimnasia y Esgrima de Buenos Aires в Буэнос-Айресе, столицы Аргентины. Были разыграны 2 комплекта наград: у юношей и девушек. В соревнованиях, согласно правилам, могли принять участие спортсмены рождённые с 1 января 2000 года по 31 декабря 2003 года.

## История
Пляжный гандбол является новым видом программы, который пришёл взамен гандболу. Это пляжная разновидность этой игры с мячом. 

## Квалификация
В общей сложности 24 команды будут участвовать у юношей и у девушек. 
Как хозяева, Аргентина имеет право напрямую квалифицировать 1 команду и у девушек и у юношей в связи с квотой PATHF (Pan-America). 
Также лучшая команда в рейтинге среди НОК на каждом из 5 континентов от молодежного чемпионата мира по пляжному гандболу получила квоту и место на турнире.
3 квоты на каждый пол получила Европа;
2 квоты на каждый пол получила Пан-Америка;
2 квоты получила Азия;
по 1 квоте для Африки и Океании (OCHF).
За счёт перераспределения у девушек квоты получили Турция и Россия, а у юношей Уругвай, Венгрия и Хорватия.
Общее число спортсменов, которые выступят на соревнованиях, было определено Международным олимпийским комитетом и составило 215 человек (по 108 у юношей и девушек).

## Календарь
| ЦО | Церемония открытия | ● | Квалификации | 2 | Финалы соревнований | ЦЗ | Церемония закрытия |

| Октябрь         | 06 Сб | 07 Вс | 08 Пн | 09 Вт | 10 Ср | 11 Чт | 12 Пт | 13 Сб | 14 Вс | 15 Пн | 16 Вт | 17 Ср | 18 Чт | Соревнования |
| --------------- | ----- | ----- | ----- | ----- | ----- | ----- | ----- | ----- | ----- | ----- | ----- | ----- | ----- | ------------ |
| Пляжный гандбол | ●     |       | ●     | ●     | ●     | ●     | ●     | 2     |       |       |       |       | ●     | 2            |

## Медалисты
Сокращения: WYB — высшее мировое достижение среди юношей

## Медали
| Дисциплина | Золото    | Серебро    | Бронза    |
| ---------- | --------- | ---------- | --------- |
| Юноши      | Испания   | Португалия | Аргентина |
| Девушки    | Аргентина | Хорватия   | Венгрия   |